# 특수목적 고등학교
특수목적 고등학교(이하 특목고)를 초중등교육법시행령 제90조에서는 '특수 분야의 전문적인 교육을 목적으로 하는 고등학교'로 정의한다.

## 개요
일반계 고등학교와 달리 특목고에서는 과학, 외국어, 수산, 해양, 예술, 체육 등 각 특수하고 전문적인 분야를 미리 학생들에게 습득시켜 그 분야의 전문가를 조기 양성을 하는 목표로 설립되었다. 과학고등학교, 외국어고등학교, 예술고등학교, 체육고등학교, 국제고등학교 등의 특목고가 있다. 규정상 과학영재학교는 특목고가 아니나, 입시목적의 분류편의상 특목고로 간주되는 경우도 있다.
특히 최근에는 특목고를 일반적으로 과학 계열인 과학고등학교와 외국어 계열인 외국어고등학교를 지칭할 때 주로 쓰인다. 이 학교들은 최근 들어 입시 위주의 기관으로 변질되는 경향을 보여, 많은 사람들이 특목고를 명문 입시 고등학교로 보는 경우가 많다. 2010년 10월 교과부가 공개한 대학 신입생 현황에 따르면, 신입생 중 특목교 출신 비율은 연세대가 28.0%, 서울대가 25.9%, 고려대가 20.7%인 것으로 나타났다.
2010년 이후로 직업교육 전문 특성화고인 공업, 상업, 농업계열 등의 특수목적고등학교가 모두 사라지고 모든 전문계고가 특성화고로 전환되었다. 이에 따라 산업수요 맞춤형 고등학교(마이스터고등학교)가 신설되었다.

## 특수목적 고등학교의 세부 분류
특수목적 고등학교는 2007년 기준으로, 9개 계열 129개 고등학교가 있다. (1개 학교가 2개 이상의 계열로 지정되어 있음)
1. 과학 계열 특수목적 고등학교 (과학고등학교) - 과학영재의 조기발굴을 목적으로 세워졌으며, 2017년 1월 기준으로 전국에 20개 고등학교(특별법이 관리하는 과학영재학교 제외)가 있다. 모든 학교가 국공립 고등학교이며, 개설 과정은 오로지 하나, 〈과학과〉만이 설치되어 있다.
2. 외국어 계열 특수목적 고등학교 (외국어 고등학교) - 조기 외국어 교육을 목적으로 세워졌으며, 2017년 1월 기준으로 전국에 31개 고등학교가 있다. 사립 고등학교의 비중이 절반 이상이다. 학교에 따라 〈영어과〉, 〈독일어과〉, 〈러시아어과〉, 〈프랑스어과〉, 〈스페인어과〉, 〈중국어과〉, 〈일본어과〉등이 설치되어 있다.
3. 예술 계열 특수목적 고등학교 (예술 고등학교) - 문학, 음악, 무용, 미술, 연극영화 등의 예술 각 분야의 조기 교육을 목적으로 세워졌으며, 2007년 9월 기준으로 전국에 24개 고등학교가 있다. 각 학교마다 설치되어 있는 과정이 다르다.
4. 체육 계열 특수목적 고등학교 (체육 고등학교) - 체육에 대한 전반적인 지식과 기능을 공부하여 국민체육진흥에 일익을 담당할 체육인 양성을 목적으로 세워졌으며, 2007년 9월 기준으로 전국에 14개 고등학교가 있다. 주로 개인 체육종목을 위주로 입학생을 받는다.
5. 국제 계열 특수목적 고등학교 (국제 고등학교) - 국제화, 정보화 시대를 선도할 인문·사회계열의 유능한 인재 양성을 위해 설립되었다. 학교명에 '국제고등학교'가 들어가도, 반드시 이 계열의 특수목적 고등학교인 것은 아니다.
6. 산업수요 맞춤형 고등학교 (마이스터 고등학교) - 이전에 있었던 직업 교육 전문 일반계고 관련 특수목적 고등학교 및 전문계고가 모두 특성화 고등학교로 전환됨에 따라 신설되었다. 직업계고는 직업과 연계하는 학교이다. 교명에 '마이스터'가 들어가지 않아도 이 계열인 경우가 있다.

## 특수 목적 고등학교 목록

### 과학고등학교
- 서울특별시
  - 세종과학고등학교
  - 한성과학고등학교
- 인천광역시
  - 인천과학고등학교
  - 인천진산과학고등학교
- 대전광역시
  - 대전동신과학고등학교
- 대구광역시
  - 대구일과학고등학교
- 울산광역시
  - 울산과학고등학교
- 부산광역시
  - 부산과학고등학교
  - 부산일과학고등학교
- 경기도
  - 경기북과학고등학교
- 강원특별자치도
  - 강원과학고등학교
- 충청남도
  - 충남과학고등학교
- 충청북도
  - 충북과학고등학교
- 전라남도
  - 전남과학고등학교
- 전북특별자치도
  - 전북과학고등학교
- 경상남도
  - 경남과학고등학교
  - 창원과학고등학교
- 경상북도
  - 경북과학고등학교
  - 경산과학고등학교
- 제주특별자치도
  - 제주과학고등학교

### 외국어고등학교
- 서울특별시
  - 대원외국어고등학교
  - 대일외국어고등학교
  - 명덕외국어고등학교
  - 서울외국어고등학교
  - 이화여자외국어고등학교
  - 한영외국어고등학교
- 인천광역시
  - 미추홀외국어고등학교
  - 인천외국어고등학교
- 대전광역시
  - 대전외국어고등학교
- 대구광역시
  - 대구외국어고등학교
- 울산광역시
  - 울산외국어고등학교
- 부산광역시
  - 부산국제외국어고등학교
  - 부산외국어고등학교
  - 부일외국어고등학교
- 경기도
  - 경기외국어고등학교
  - 고양외국어고등학교
  - 과천외국어고등학교
  - 김포외국어고등학교
  - 동두천외국어고등학교
  - 성남외국어고등학교
  - 수원외국어고등학교
  - 안양외국어고등학교
- 강원특별자치도
  - 강원외국어고등학교
- 충청남도
  - 충남외국어고등학교
- 충청북도
  - 청주외국어고등학교
- 전라남도
  - 전남외국어고등학교
- 전북특별자치도
  - 전북외국어고등학교
- 경상남도
  - 경남외국어고등학교
  - 김해외국어고등학교
- 경상북도
  - 경북외국어고등학교
- 제주특별자치도
  - 제주외국어고등학교

### 예술 고등학교
- 서울특별시
  - 국립국악고등학교
  - 국립전통예술고등학교
  - 덕원예술고등학교
  - 서울공연예술고등학교
  - 서울예술고등학교
  - 선화예술고등학교
- 인천광역시
  - 인천예술고등학교
- 대전광역시
  - 대전예술고등학교
- 대구광역시
  - 경북예술고등학교
- 광주광역시
  - 광주예술고등학교
- 울산광역시
  - 울산예술고등학교
- 부산광역시
  - 부산예술고등학교
  - 브니엘예술고등학교
  - 한국조형예술고등학교
- 경기도
  - 경기예술고등학교
  - 계원예술고등학교
  - 고양예술고등학교
  - 안양예술고등학교
- 강원특별자치도
  - 강원예술고등학교
- 충청남도
  - 충남디자인예술고등학교
  - 충남예술고등학교
- 충청북도
  - 충북예술고등학교
- 전라남도
  - 전남예술고등학교
  - 진도국악고등학교
- 경상남도
  - 경남예술고등학교
- 경상북도
  - 김천예술고등학교
  - 포항예술고등학교

### 체육 고등학교
- 서울특별시
  - 서울체육고등학교
- 인천광역시
  - 인천체육고등학교
- 대전광역시
  - 대전체육고등학교
- 대구광역시
  - 대구체육고등학교
- 광주광역시
  - 광주체육고등학교
- 부산광역시
  - 부산체육고등학교
- 경기도
  - 경기체육고등학교
- 강원특별자치도
  - 강원체육고등학교
- 충청남도
  - 충남체육고등학교
- 충청북도
  - 충북체육고등학교
- 전라남도
  - 전남체육고등학교
- 전북특별자치도
  - 전북체육고등학교
- 경상남도
  - 경남체육고등학교
- 경상북도
  - 경북체육고등학교

### 국제 고등학교
- 서울특별시
  - 서울국제고등학교
- 인천광역시
  - 인천국제고등학교
- 부산광역시
  - 부산국제고등학교
- 대구광역시
- 세종특별자치시
  - 세종국제고등학교
- 경기도
  - 고양국제고등학교
  - 동탄국제고등학교
  - 청심국제고등학교

### 산업수요 맞춤형 고등학교(마이스터 고등학교)
- 서울특별시
  - 미림여자정보과학고등학교
  - 수도전기공업고등학교
  - 서울도시과학기술고등학교
  - 서울로봇고등학교
- 인천광역시
  - 인천해사고등학교
  - 인천전자마이스터고등학교
- 대전광역시
  - 대덕소프트웨어마이스터고등학교
  - 동아마이스터고등학교
- 대구광역시
  - 경북기계공업고등학교
  - 대구일마이스터고등학교
  - 대구농업마이스터고등학교
  - 대구소프트웨어마이스터고등학교
- 광주광역시
  - 광주자동화설비공업고등학교
  - 광주소프트웨어마이스터고등학교
- 울산광역시
  - 울산마이스터고등학교
  - 울산컴퓨터과학고등학교
  - 현대공업고등학교
- 부산광역시
  - 부산기계공업고등학교
  - 부산자동차고등학교
  - 부산해사고등학교
- 경기도
  - 평택기계공업고등학교
  - 수원하이텍고등학교
- 강원특별자치도
  - 삼척마이스터고등학교
  - 원주의료고등학교
- 충청남도
  - 공주마이스터고등학교
  - 연무대기계공업고등학교
  - 한국식품마이스터고등학교
  - 합덕제철고등학교
- 충청북도
  - 충북반도체고등학교
  - 충북에너지고등학교
  - 한국바이오마이스터고등학교
- 전라남도
  - 여수석유화학고등학교
  - 완도수산고등학교
  - 전남생명과학고등학교
  - 한국항만물류고등학교
- 전북특별자치도
  - 군산기계공업고등학교
  - 전북기계공업고등학교
  - 한국경마축산고등학교
- 경상남도
  - 거제공업고등학교
  - 공군항공과학고등학교 - 졸업생은 대한민국 공군 부사관으로 임관한다.
  - 삼천포공업고등학교
- 경상북도
  - 구미전자공업고등학교
  - 금오공업고등학교
  - 포항제철공업고등학교
  - 한국원자력마이스터고등학교
  - 경북식품과학마이스터고등학교

## 관련 사건
- 1997년 특수목적고 자퇴파동

## 같이 보기
- 어드밴스트 플레이스먼트
- 국제 바칼로레아